# 宮川絢子
宮川 絢子（みやかわ あやこ、1964年〈昭和39年〉 - ）は、日本の泌尿器科医。2020年現在は、スウェーデンのカロリンスカ大学病院泌尿器科に勤務している。

## 来歴
父は経営学者で一橋大学名誉教授の宮川公男。妹は医学者で法政大学人間環境学部教授の宮川路子。
1983年に慶應義塾女子高等学校、1989年に慶應義塾大学医学部を卒業。慶應義塾大学病院の耳鼻咽喉科、麻酔科、泌尿器科で研修後、1996年に泌尿器科専門医資格を取得。これに先立ち、1995年に博士（医学）の学位を取得。
1996年 - 2003年に琉球大学病院で勤務。この間、カロリンスカ研究所およびケンブリッジ大学にてポスドク。2005 - 2007年に東京医科大学で勤務後、2007年スウェーデンに移住した。
2008年にスウェーデン医師免許を取得するとともにカロリンスカ大学に就職。2009年にスウェーデン泌尿器科専門医資格を取得した。
2012年に双子を出産した。東京医科大学非常勤講師、医療経済研究・社会保険福祉協会医療経済研究機構アドバイザーも兼務する。
現在の専門は骨盤内癌で、膀胱癌と前立腺癌を中心に外科的治療（膀胱全摘、前立腺全摘）を手がけている。膀胱全摘では、尿路変向も完全体腔内で行う。また、脊髄損傷患者や手術・放射線・外傷などの後の尿路損傷や尿路機能不全に対する複雑な尿路再建も行う。手術ロボット支援による内視鏡的手術、開腹手術のどちらも得意とする。スウェーデンおよび日本で最初の女性泌尿器科ロボット外科医。2019年現在、ロボット支援前立腺全摘術、約400例、2018年7月に始めたロボット支援膀胱全摘術（完全体腔内）は約50例を執刀、その他、開腹術多数
。
コロナ禍においては、スウェーデン在住の日本人医師として、スウェーデンおよび日本における新型コロナウイルス関連の情報発信を行っている。現地医師の立場からスウェーデンの政策や状況を積極的に紹介し、2020年には、スウェーデン当局が「集団免疫が成立しつつある」との見方を示していることや、マスクについて「感染予防のエビデンスが乏しい」として当初は推奨されなかったことなどを発信している。また、同年の論考やインタビューでは「スウェーデンが集団免疫獲得を目指したことはない」とも明記しており、マスクについても「感染が再拡大すれば限定的に推奨する可能性もある」と述べている。さらに、スウェーデンの新型コロナ対応で高齢者の死亡が多い理由については、限られた医療資源を有効に活用するために「救える命を救う」という方針や、現地の死生観が背景にあると説明している。

## 経歴
学歴・免許・学位
- 1983年 - 慶應義塾女子高等学校卒業
- 1983年 - 慶應義塾大学医学部入学
- 1989年 - 慶應義塾大学医学部卒業
- 1989年 - 医師免許取得
- 1995年 - 博士（医学）取得
- 1996年 - 泌尿器科専門医取得
- 2008年 - スウェーデン医師免許取得
- 2009年 - スウェーデン泌尿器科専門医取得

職歴
- 1989年 -慶應義塾大学病院耳鼻咽喉科、国立栃木病院耳鼻咽喉科
- 1990年 -旧）国立第二病院麻酔科、静岡赤十字病院耳鼻咽喉科
- 1991年 -慶應義塾大学病院泌尿器科
- 1993年 -東京済生会中央病院泌尿器科
- 1994年 -慶應義塾大学病院泌尿器科
- 1996年 -琉球大学病院泌尿器科
- 1996年 -スウェーデン、カロリンスカ研究所、腫瘍病理学教室ポスドク
- 1998年 -イギリス、ケンブリッジ大学、病理学教室ポスドク
- 1999年 -琉球大学病院泌尿器科
- 2001年 -スウェーデン、カロリンスカ研究所ポスドク
- 2003年 -琉球大学泌尿器科
- 2003年 -スウェーデン、カロリンスカ研究所ポスドク
- 2005年 -東京医科大学病院泌尿器科
- 2008年 -スウェーデン、カロリンスカ大学泌尿器科
- 2018年 -スウェーデン、カロリンスカ大学骨盤内癌部門（現在に至る）
- 2019年 -慶應義塾大学医学部客員講師[6]

## 出演

### TV
テレビ東京 世界ナゼそこに？日本人～知られざる波瀾万丈伝～ 2017年5月1日
テレビ朝日 ビートたけしのTVタックル 2020年5月31日